# Gilpinia
Gilpinia is een geslacht van vliesvleugelige insecten uit de familie van de dennenbladwespen (Diprionidae).

## Soorten
- Gilpinia abieticola (Dalla Torre, 1894)
- Gilpinia catocala (Snellen van Vollenhoven, 1858)
- Gilpinia coreana Takagi, 1931
- Gilpinia fennica (Forsius, 1911)
- Gilpinia frutetorum (Fabricius, 1793)
- Gilpinia hercyniae (Hartig, 1837)
- Gilpinia laricis (Jurine, 1807)
- Gilpinia pallida (Klug, 1812)
- Gilpinia polytoma (Hartig, 1834)
- Gilpinia socia (Klug, 1812)
- Gilpinia virens (Klug, 1812)